# Die Sommer
Die Sommer ist der am 17. August 2020 im Carl Hanser Verlag erschienene Debütroman der deutschen Schriftstellerin Ronya Othmann.

## Handlung
Mit ihrer deutschen Mutter und ihrem kurdischen Vater wächst Leyla in der Provinz in der Nähe von München auf. Seit ihrem vierten Lebensjahr fliegt sie im Sommer in die syrische Grenzregion zur Türkei, nach Kurdistan.
In Deutschland fällt das Mädchen auf, wird zu ihrem vermeintlichen islamischen Hintergrund befragt, im Heimatdorf ihres Vaters hingegen ist sie die Cousine aus „Almanya“, Deutschland, die zwar schick eingekleidet ins Dorf zurückkehrt, aber die Gräben, über die man springen muss, nicht kennt und deren Aussprache etwas holprig ist. Im Dorf ihrer jesidischen Familie ist die Welt anders. Die Häuser sind aus Lehm, die Hühner laufen frei herum und aus Angst vor den Schlangen wird auf Hochbetten geschlafen. Tag für Tage ist Leyla an der Seite ihrer Großmutter, lauscht den Geschichten ihrer Verwandten, übers Heiraten, über Politik, über Religion, übers „adschnabi“-sein, Ausländersein im eigenen Land und über feindliche Spitzel, die sich auch in der Familie befinden. Als dann in Syrien und in der gesamten arabischen Welt der Krieg ausbricht und Leylas Weg in ihre Sommerheimat abgeschnitten wird, und ihre Verwandten in Gefahr sind, schreibt sie gerade Abitur. Über das Fernsehen, das ihr Vater unablässig verfolgt, erfährt sie von dem Gräuel des Völkermords an den jesidischen Kurden im Sindschar-Gebirge. All dieses Elend steht im Gegensatz zu Leylas jugendlichen Eskapaden mit ihrer deutschen Freundin Bernadette, die mit keinem Wort den Konflikt erwähnt, was Leyla verstört. Sie ist in ständiger Angst um ihre Verwandten.
Für ihr Germanistikstudium zieht Leyla nach Leipzig. Dort lernt sie Sascha kennen, die ihre Freundin wird. Während ihre Beziehung zu Sascha komplizierter wird, schreibt Leylas Mutter Briefe an die deutsche Regierung und bittet diese um den Familiennachzug, der schließlich gestattet wird.
Durch das Erzählen ihrer eigenen Geschichte sowie die ihrer Familie kämpft Leyla gegen das Vergessen. Am Ende des Romans beschließt Leyla, zu einem kurdischen Verein zu gehen. Es bleibt unklar, ob sie sich dem Kampf in Rojava, ihrer Heimat, anschließen wird.

## Autobiografische Elemente
Die Sommer ist ein fiktionaler Roman mit autobiografischen Elementen. Othmann schreibt über eine Welt, die sie selbst kennt. Es ist eine Geschichte über eine Welt, die laut Othmann nur noch in Erinnerungen existiert und die festgehalten werden sollte. Ronya Othmann beschreibt Dinge, die sie selbst erlebt hat oder kennt, wie zum Beispiel das Dorf der Großeltern, ihre innere Zerrissenheit, die Vertreibungen oder die Zugehörigkeit zu einer Minderheit. Dennoch schafft sie eine gewisse Distanz zum Text, zum Beispiel durch das Schildern der Geschehnisse über den Vater oder dadurch, dass jegliche Emotionen und Gefühle unbeschrieben bleiben. Die Sommer steht repräsentativ für Geschichten aus dem Leben von Migrantenkindern, ist jedoch fiktional.

## Historischer Hintergrund
Ronya Othmann schildert nicht nur die Geschichte des Völkermords an den Jesiden aus dem Sindschar-Gebirge im Nordirak aus dem Jahre 2014, sondern auch die Geschichte Kurdistans, verstanden als traditionelles Siedlungsgebiet der Kurden, das erstmals im 17. Jahrhundert zwischen den Safawiden und den Osmanen aufgeteilt wurde und dann 1916 erneut durch das Sykes-Picot-Abkommen, ein Gebiet, das von Aufständen und politischen Unruhen, wie auch Verfolgungen geprägt ist. Durch die Erzählungen des Vaters erfährt man von den Aufständen der Êziden, kurdisch für Jesiden, gegen die Safawiden 1506, von der Schlacht bei Dimdim, vom Aufstand gegen die Briten, dem Koçgiri-Aufstand gegen die Türkei und vielen weiteren Aufständen. Zentral ist die ständige Verfolgung der jesidisch-kurdischen Bevölkerung. Wichtig ist auch der syrische Präsident Baschar al-Assad und sein totalitäres Regime in Syrien, wie auch der Islamische Staat und sein Terror im Zusammenhang des Arabischen Frühlings, welcher der Familie der Protagonistin Leyla große Hoffnung auf eine bessere, von weniger Verfolgung geprägte Zukunft gibt.

## Figuren

### Leyla und ihre kurdische Familie
Leyla wächst in München auf und ist die Tochter eines jesidischen Kurden und einer Deutschen. Sie ist die Protagonistin in Othmanns Roman und die Geschichte wird größtenteils über ihre Erinnerungen erzählt. Leyla gilt als passive Figur, die alle Ereignisse beobachtet und registriert. Zwar macht sie sich Gedanken zum Geschehen, spricht diese jedoch nie aus, aus Angst nicht verstanden zu werden. Ohne immer alles zu begreifen, nimmt sie Veränderungen und Details wahr, die niemand ausspricht. Leyla beeinflusst den Verlauf der Geschichte nicht, denn sie dient vielmehr als Erzählerin. Als Protagonistin nimmt sie die untypische Rolle der Beobachterin ein, welche laut Othmann nötig war, um diese Geschichte zu erzählen. Leylas Passivität baut bei ihr Druck auf, bis sie am Ende eine Entscheidung trifft. Damit entwickelt sich Leyla zu einer aktiven Figur deren politisches Bewusstsein zum Vorschein kommt.
Leyla steht zwischen den zwei Welten Kurdistan und Deutschland. Sie möchte dazugehören, gilt jedoch in beiden Kulturen als „die Andere“. Sie wächst mit der deutschen Kultur auf, hat deutsche Freunde und geht in Deutschland zur Schule. In Deutschland verdrängt sie ihren kurdischen Teil und passt sich an. Gleichzeitig fühlt sie sich nie ganz zugehörig. „Alles an Leyla irritierte immer alle.“ Sie kann nicht Deutsche sein, weil sie auch Kurdin ist, und kann nicht Kurdin sein, weil sie auch Deutsche ist. In Kurdistan fühlt sie sich zuhause, kriegt jedoch auch dort das Gefühl „Anders“, keine „Êzîdin“ zu sein. Mutter und Vater symbolisieren die zwei Seiten, die beide zu Leyla gehören, die sie aber möglichst voneinander trennt. Je nach Aufenthaltsort ändert sie ihr Verhalten, um reinzupassen. Leylas Name stammt von kurdischen Aktivistinnen, die sich für ihr Land geopfert haben und repräsentiert die hohen Erwartungen des Vaters an Leyla. Diese fühlt sich hin- und hergerissen zwischen zwei gegensätzlichen Welten, welche beide zu ihr gehören und sich gleichzeitig so widersprechen, dass sich Leyla keiner der beiden zugehörig fühlt. Dadurch ist sie innerlich sehr einsam und lässt niemanden an sich ran. Mit der Verschlimmerung der Lage in Kurdistan verschließt sich Leyla immer mehr. Ihre Emotionen zeigt sie niemandem. Sie fühlt sich unverstanden und unberechtigt, ihr Leben in Deutschland weiterzuleben, bis sie den Entschluss fasst, zu handeln. Leyla steht für eine innere Zerrissenheit um die eigene Identität.

#### Die Eltern
Leylas Vater ist jesidischer Kurde. Er ist nicht religiös und Anhänger der Kommunistischen Partei Syriens. Bevor er nach Deutschland flüchtete, wuchs er im syrischen Teil Kurdistans auf. Die Vergangenheit hat er in Erinnerung, als wäre sie erst gestern gewesen und die Geschichten, die er Leyla über Kurdistan erzählt, tragen zur Entwicklung des Romans bei. Er sehnt sich nach seiner Heimat und identifiziert sich nicht mit Deutschland. Anders als Leyla, die nirgends richtig hingehört, ist ihr Vater in seinem Selbstverständnis Kurde. In Deutschland bemüht er sich nicht aufzufallen, jedoch auch nicht dazuzugehören. Leylas Vater ging nach Deutschland für ein besseres Leben, nicht weil er sich in Kurdistan nicht zu Hause fühlte. Seine Bemühungen seine Heimat mit nach Deutschland zu nehmen, indem er den Garten der Großeltern nachzubauen versucht, zeigen seine Sehnsucht nach seinem Ursprungsort. Leylas Vater, wie auch Leyla, verfolgen den Genozid an den Jesiden durch den IS aus Deutschland. Es ist, als würde der Vater seinem „eigentlichen Leben“ zuschauen und hilflos danebenstehen. Im Roman will Leylas Vater sichergehen, dass Leyla ihre Herkunft und Geschichte nicht vergisst.
Leylas Mutter ist Deutsche aus dem Schwarzwald und Krankenschwester von Beruf. Ihr Charakter wird nicht erläutert und ihre einzige Funktion im Roman ist die Organisierung der Reisen und Fluchten.

#### Die Großeltern
Leylas Großeltern sind jesidische Kurden und leben in einem kleinen, ländlichen Dorf im Norden von Syrien, nahe zur türkischen Grenze. Sie züchten Tiere und haben einen großen Garten, in dem Früchte und Gemüse wachsen, ein Leben in einfachen Verhältnissen. Immer wieder sind sie von der Gewalt gegen die Jesiden betroffen. Die Großmutter ist für Leyla wie eine Heilige. Sie bringt Leyla ihre Kultur bei und zweifelt als einzige im Dorf nie daran, dass Leyla zu den Jesiden gehört. Der Großvater ist für alles auf die Großmutter angewiesen und stirbt in der Mitte des Romans.

#### Weitere Verwandte
Zozan ist Leylas Cousine. Sie lebt in Kurdistan und ist alles, was Leyla nicht ist. Leyla beneidet Zozan für ihre Zugehörigkeit. Zozan repräsentiert eine Version von Leyla, die existieren könnte, wäre sie in Kurdistan aufgewachsen.
Evîn ist Leylas unverheiratete Tante, zu der Leyla für ihre Unabhängigkeit aufschaut. Als Leyla von ihr erfährt, dass sie doch geheiratet und Kinder gekriegt hatte, fühlt sie sich wie von ihr verraten, weil sie dachte, dass Evîn ihr ganzes Leben lang rebellisch bleiben würde.
Hussein ist Leylas Onkel. Er ist ein „Verräter“ und arbeitet als Spitzel für die syrische Regierung. Er ist mit Pero verheiratet. Sie sind Nachbarn ihrer Großeltern.

### Leylas Freundinnen
Bernadette ist Leylas deutsche Freundin aus ihrer Schulzeit, mit der sie damals viel Zeit verbrachte.
Sascha ist ihre Studienfreundin in Leipzig. Leyla versucht mit ihr über ihre Gedanken zu ihrer Familie zu sprechen, fühlt sich jedoch nicht verstanden. Die Beziehung von Sascha und Leyla geht in die Brüche, weil sich Sascha von Leyla eingeengt fühlt.
Während Sophie im Auslandssemester ist, wohnt Leyla in deren Zimmer in Leipzig. Leyla fühlt sich, als würde sie Sophies Leben leben. Sophie repräsentiert die deutsche Version Leylas und somit das Gegenstück zu Zozan, ihre Antagonistin.

## Form
Der Roman ist in zwei Teile gegliedert. Im ersten Teil werden die Erinnerungen Leylas an die Sommer in Kurdistan und Geschichten aus dem Leben ihrer Verwandten in Analepsen erzählt. Der zweite Teil handelt vor allem in Leipzig nach dem Ausbruch des Krieges in Syrien.
Erinnerungen und Geschehnisse werden aus einer neutralen Erzählperspektive geschildert. Die Gedanken und Emotionen der Figuren sind nicht bekannt, was eine gewisse Distanz schafft. Politische Ereignisse werden dem Leser indirekt über Erzählungen anderer Figuren nahegebracht, während durch Dialoge und detaillierte Erinnerungen Nähe zu den Figuren und somit auch eine persönliche Ebene hergestellt wird.

## Motive und Themen

### Identität
Amira Ben Saoud nennt den Text in einem Artikel in der österreichischen Tageszeitung Der Standard in erster Linie eine Geschichte über Identität. „Deren Implikationen beschäftigen Leyla so sehr, dass sie sich gegen Ende des Romans für eine ihrer zwei Welten entscheiden wird.“ Dass Leyla jesidische Kurdin ist, also zu einer Minderheit gehöre, mache die Identitätsfrage noch einmal komplexer. Der Roman Die Sommer erzähle nicht nur von einer Familie, sondern könne stellvertretend für die Erfahrungen einer ganzen ethnischen Gruppe gelesen werden.

### Erinnern
„Ihre Erinnerungen waren nichts als einzelne Szenen, in Teilen bruchstückhaft, alle völlig ungeordnet.“
Leyla bemerkt, dass sie sich nicht an alles im Detail erinnern kann. Dies ist wohl auch der Grund, weshalb der Roman nicht chronologisch ist, sondern in Analepsen erzählt wird. Im Interview mit dem Schweizer Radio und Fernsehen erzählt die Autorin, dass ihr aufgrund des Ausbruchs des Krieges in Syrien klar wurde, dass es jesidisches Leben so, wie es einmal war, nicht mehr geben würde. Genau wie Othmann fängt Leyla auch erst mit der Zerstörung ihrer Heimat an, sich zu erinnern. „Das Erinnern hatte erst 2011 angefangen.“ Ihre Erinnerungen sind der einzige Ort, in dem diese Welt noch existiert, deshalb werden sie umso wichtiger ab dem Moment, in dem die Massaker und Bombardierungen ihr Land zerstören. Die Sommer kann als der Versuch Othmanns gedeutet werden, an diesem Leben festzuhalten, wie auch als Aufforderung zur Tat.

### Augen
Überall fühlt sich Leyla beobachtet. „Die Augen des Präsidenten“ sind omnipräsent. In der Dorfschule, auf Plakaten an Gebäuden, an Schlüsselanhängern und in Wohnzimmern, überall begegnet Leyla dem Bild Assads und fürchtet sich vor ihm. „Ihr Vater habe nämlich oft über ihn gesagt, er habe seine Augen überall, auch dort, wo man sie nicht sehe.“ Leyla hat das Gefühl, seinem Blick nicht entkommen zu können und fühlt sich machtlos. Genau wie Leylas Onkel Hussein arbeiten viele Leute, von denen man es nicht erwartet, als Spitzel für die syrische Regierung. Niemandem kann vertraut werden und Leyla spürt die Wut und Angst, die dadurch herrscht. Als Assad plötzlich auf allen Zeitungen und im Fernsehen zu sehen ist, verfolgen die Bilder des Präsidenten Leyla auch in Deutschland. Sie kann vor seinen Augen nicht fliehen, was schließlich dazu führt, dass sie sich am Ende entscheidet, sich ihrer Angst zu stellen.

## Preise und Auszeichnungen
Das Buch wurde 2019 mit dem Publikumspreis des Ingeborg-Bachmann-Wettbewerbs ausgezeichnet.

## Rezeption

### Bearbeitungen
Das Theater Osnabrück zeigte 2023 eine Bearbeitung des Romans für die Bühne. Unter der Regie von Emel Aydoğdu spielten Absolventen der Akademie für Darstellende Kunst Baden-Württemberg. Die Premiere war am 28. Januar 2023.

### Rezensionen
Carsten Otte von SWR-Kultur bezeichnet das Buch als einen politisch relevanten Text, „der leider erzähltechnisch überfrachtet und mindestens so zerrissen ist wie die schematisch gezeichnete Hauptfigur“.
Kristina Maidt-Zinke schreibt dem Buch in der Süddeutschen Zeitung eine positive Kritik. Die Art und Weise, wie die Autorin Wissen und Geschehnisse über Schilderungen anderer Figuren vermittele, sei gelungen und schaffe die nötige Distanz, um über politische Ereignisse zu informieren. Gleichzeitig habe der Roman eine persönliche Ebene. „Es gelingt Ronya Othmann […] alle Beteiligten mit wenigen Strichen so klar zu zeichnen und eine solche Nähe zu ihnen herzustellen, dass nie der Eindruck entsteht, über das Thema Flucht und Migration belehrt zu werden“.
Meike Fessmann nennt Othmann in ihrem Beitrag im Deutschlandfunk eine vielversprechende Autorin, die über eine große Bandbreite sprachlicher Ausdrucksweisen verfüge.

## Textausgabe
- Ronya Othmann: Hanser, München, 2019. ISBN 978-3-446-26760-2